# Squamura celebensis
Squamura celebensis är en fjärilsart som beskrevs av Walter Karl Johann Roepke 1957. Squamura celebensis ingår i släktet Squamura och familjen träfjärilar. Inga underarter finns listade i Catalogue of Life.